# NGC 2908
NGC 2908 ist eine Spiralgalaxie vom Hubble-Typ Sbc im Sternbild Drache. Sie ist schätzungsweise 276 Millionen Lichtjahre von der Milchstraße entfernt.
Das Objekt wurde am 26. September 1802 von Wilhelm Herschel entdeckt.